# 新科學怪人
《新科學怪人》（英語：Young Frankenstein）是1974年美國的一部喜劇電影。電影的導演是邁爾·布魯克斯，他也是一位喜劇作家。主演則是吉恩·懷爾德。這部電影仿效了1931年電影科學怪人，並且在當時拍攝科學怪人時使用的攝影棚拍攝。為營造出當時的氣氛，這部電影是一部黑白電影。電影取得了很好的票房，並且被選入AFI百年百大電影和被收入國家電影登記部。之後還被改編為歌劇。

## 外部連結
- 互联网电影数据库（IMDb）上《Young Frankenstein》的资料（英文）
- Box Office Mojo上《Young Frankenstein》的資料（英文）
- 爛番茄上《Young Frankenstein》的資料（英文）